# Mélanie Bonis

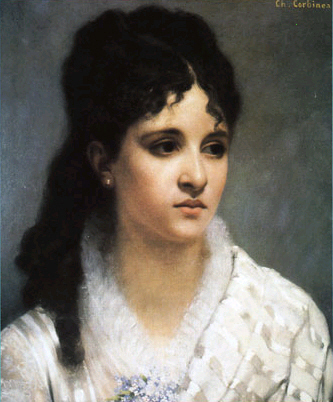
Mélanie Bonis, um 1875

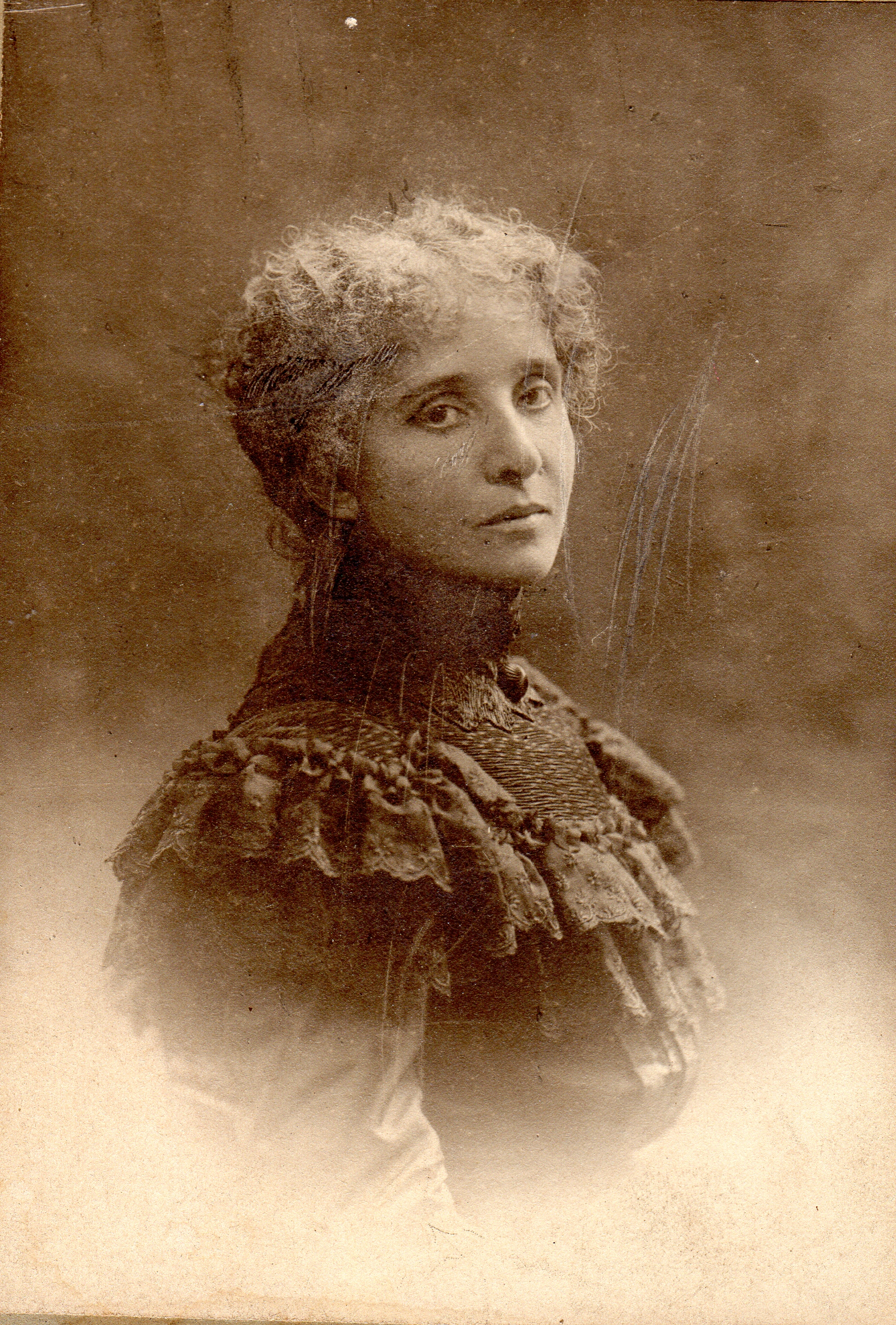
Mélanie Bonis, um 1898

Mélanie Hélène Bonis (* 21. Januar 1858 in Paris; † 18. März 1937 in Sarcelles) war eine französische Komponistin. Ihre Werke wurden zumeist unter dem Pseudonym Mel Bonis publiziert.

## Leben

### Jugend und Studium
Mélanie Bonis wurde in eine kleinbürgerliche Pariser Familie geboren, ihr Vater war Vorarbeiter eines Uhrmachers, die Mutter Kurzwarenhändlerin. Ihr musikalisches Talent wurde kaum gefördert und die Familie erlaubte ihr nur widerwillig ein Studium am Pariser Conservatoire. César Franck war über einen Freund der Familie auf die talentierte junge Frau aufmerksam gemacht worden und legte den Eltern nahe, ihre Tochter am Conservatoire vorspielen zu lassen. Ab 1876 belegte sie dort Harmonielehre- und Klavierbegleitungsklassen. In diesen Fächern wurde sie in den Folgejahren mehrmals ausgezeichnet, weswegen sie ab Ende 1880 in die Kompositionsklasse von Ernest Guiraud aufgenommen wurde. Zu ihren Studienkollegen gehörten Alfred Bruneau, Ernest Chausson, Gabriel Pierné und Claude Debussy. Während des Studiums entstanden Bonis’ erste Kompositionen, darunter die Lieder Villanelle und Sur la plage, zu denen ihr Studienkollege Amédée-Louis Hettich (1856–1937) die Texte geschrieben hatte. Als Hettich Bonis 1881 einen Heiratsantrag machte, nahmen ihre Eltern sie jedoch im selben Jahr, vor dem regulären Studienende, vom Konservatorium. Ungefähr zur gleichen Zeit hätte sie in die Anwärterklasse für den Prix du Rome aufgenommen werden sollen. Nach dem Abbruch des Studiums bis zu ihrer Heirat arbeitete Bonis dann als Verkäuferin.

### Ehe und Familienleben
1883 wurde sie von den Eltern in eine Ehe mit dem zweifach verwitweten und 22 Jahre älteren Industriellen Albert Domange gedrängt, der fünf Kinder mit in die Ehe brachte. Als überzeugte Katholikin sah Bonis es als ihre Pflicht an, sich dem Wunsch der Eltern zu fügen und eine gute Ehefrau und (Stief-)Mutter zu sein. Das Ehepaar Domange ließ sich in Paris nieder. Es liegen keine Zeugnisse darüber vor, wie Bonis das Eheleben empfand. Allerdings war sie nun finanziell abgesichert, konnte sich z. B. ein hervorragendes Klavier leisten und dem Komponieren später viel Zeit widmen. Sie besuchte Theater- und Konzertaufführungen und pflegte den Kontakt zu befreundeten Musikerinnen und Musikern.
1884 wurde Bonis das erste Mal schwanger und verbrachte die letzte Zeit der Schwangerschaft bei ihren Eltern, die nach Étiolles gezogen waren. Sie schrieb dort den Walzer Etiolles. Als 1888 ihre Tochter Jeanne geboren wurde, widmete sie ihr das Lied Viens, das sie als Vertonung eines Gedichts von Edouard Guinand komponiert hatte. 1893 kam der Sohn Edouard auf die Welt. Die 1899 geborene Tochter Madeleine stammte aus einer außerehelichen Beziehung zu Amédée Hettich, der 1886 aus Italien nach Paris zurückgekehrt war und nun im Pariser Musikleben eine wichtige Rolle spielte.

### Musikschaffen und Gesellschaftsleben
Hettich und Bonis waren sich bei Konzertbesuchen in Paris wiederbegegnet. Auf Bitte von Hettich vertonte Bonis einige Gedichte des Journalisten. So entstand u. a. das Lied Noël pastoral, das 1892 veröffentlicht wurde. Während Hettich aktiv am Kulturleben der Hauptstadt teilnahm, pflegte Bonis nur wenige Kontakte mit Musikschaffenden. Erst 1891 nahm sie an einem Kompositionswettbewerb der Zeitschrift Piano Soleil teil, bei dem die schönste Walzerkomposition gesucht und von den Juroren Charles-Marie Widor, André Messager und Pierre de Choudons ausgewählt wurde. Bonis gewann den ersten Preis, und 1891 wurde das Siegerstück Les Gitanos in der Zeitschrift ausführlich besprochen. Die Komponistin war aufgrund ihres Pseudonyms „M. Bonis“ zunächst für einen Mann gehalten worden.
Ab 1892 wurde die Zusammenarbeit von Bonis mit Hettich intensiver: Einerseits half sie ihm bei seiner Arbeit als Lehrer für Gesang und Solfège an einer Privatschule, indem sie ihn und seine Schülerinnen am Klavier begleitete. Andererseits begann sie verstärkt zu komponieren und wurde darin von Hettich und dem Verleger Alphonse Leduc bestärkt. Sie schrieb die beiden Klavierstücke Pensées d’automne, Le Ruisseau, eine Nocturne für Harfe und Streichtrio und vertonte drei weitere Gedichte von Guinand. Diese Werke tragen teilweise die Vermerke „A publier“ bzw. „Ne pas publier“ (dt. „Zur Veröffentlichung“ und „Nicht veröffentlichen“), was darauf hindeutet, dass Bonis für ein Publikum komponierte und ihre Werke dementsprechend einteilte.
Außerdem half Bonis Hettich bei der Auswahl der Stücke für eine Anthologie des airs classiques. Darin wurden große italienische, deutsche und englischsprachige Arien in französischer Übersetzung gesammelt. Die Anthologie, mit deren Hilfe das Einstudieren fremdsprachiger Arien erleichtert werden sollte, erschien von 1899 bis 1905 in mehreren Bänden bei Rouart, Lerolle et Cie.
1899 trat Bonis der Société des Compositeurs bei. Sie nahm mit der oben erwähnten Nocturne an einem Wettbewerb der Societé teil, deren erste weibliche Sekretärin sie 1910 wurde, und pflegte Kontakte zu anderen Komponisten, wie z. B. Louis-Albert Bourgault-Ducoudray, sowie zu Verlegern und Studierenden. Aus dem intensiven Arbeitsverhältnis zu Amédée Hettich hatte sich eine Liebesbeziehung entwickelt, von der so gut wie nichts bekannt ist, da sie geheim gehalten wurde.

### Heimliche Schwangerschaft
Schließlich wurde Bonis von Hettich schwanger und brachte im November 1899 die gemeinsame Tochter Madeleine in der Schweiz heimlich auf die Welt. Das Mädchen wuchs bei Pflegeeltern auf, was die streng katholische Bonis sehr belastete. Sowohl Bonis als auch Hettich hielten auch nach dem Ende der Beziehung, als angebliche Freundin der verstorbenen Mutter und als vorgeblicher Onkel, den Kontakt zu ihrer Tochter aufrecht. Ab 1900 zog sich Bonis immer mehr in sich zurück und widmete sich weniger ihrer Familie als dem Komponieren und dem Glauben. Ihre Angehörigen, die wenig mit Musik anfangen konnten, hielten sie daraufhin für depressiv.

### Kompositionen bis 1913
Zwischen 1897 und 1913 schrieb Bonis einige konzertante Klavierstücke, die tragische weibliche Figuren aus Literatur und Mythologie thematisierten, wie z. B. Mélisande, Ophelia, oder Desdemona. Die Stücke Salomé und Omphale orchestrierte sie zudem. Obwohl sie von Familie und Ehemann nicht darin unterstützt wurde und als zurückhaltend und schüchtern beschrieben wurde, komponierte sie weitere Lieder, Orgel- und Klavierstücke und setzte sich dafür ein, dass die Werke verlegt wurden. Zu anderen Musikschaffenden hielt sie zumindest schriftlichen Kontakt.
Fünf Jahre lang arbeitete Bonis an ihrem ersten Klavierquartett in B-Dur, das schließlich 1905 im privaten Kreis uraufgeführt wurde. Sie selber wirkte dabei als Pianistin mit. Camille Saint-Saëns, der von einem Freund auf die Aufführung aufmerksam gemacht worden war, saß im Publikum und soll daraufhin über Bonis gesagt haben: „Ich hätte nie geglaubt, dass eine Frau so etwas schreiben kann. Sie kennt alle geschickten Tricks des Komponistenhandwerks.“ Das Werk wurde allgemein begeistert aufgenommen und noch drei weitere Male in Frankreich und der Schweiz aufgeführt. Trotzdem dauerte es einige Jahre, bis ein weiteres Stück von Bonis an die Öffentlichkeit gelangte: Fantaisie, ein Septett für Klavier, zwei Flöten, zwei Geigen, Bratsche und Violoncello wurde 1910 im Rahmen einer Konzertreihe in Paris aufgeführt und von Gabriel Pierné dirigiert. Das Stück wurde in der Presse positiv besprochen. Wieder wunderten sich die Journalisten, dass eine Frau so gute Musik schaffen konnte. Das Stück wurde jedoch nicht wieder aufgeführt und auch nicht veröffentlicht.
1910 nahm Bonis als „Mme. Albert  Domange“ an einem Kompositionswettbewerb der deutschen Zeitschrift Signale für die musikalische Welt teil. Ihr Klavierstück Omphale gehörte zu den zehn prämierten von insgesamt 874 Einsendungen. Bonis gewann 100 Mark. Auch hier zeigte sich die Jury über die hohe Qualität der von einer Frau geschaffenen Musik erstaunt. Omphale wurde nach dem Wettbewerb in einem Sammelband bei Breitkopf herausgebracht.
Hauptsächlich spielte sich Bonis’ Schaffen jedoch im privaten Umfeld und nicht im Pariser Kulturleben ab. So schrieb sie einige Stücke für Klavier oder Violine für ihre Enkelkinder. Wie man aus den erhaltenen Briefen, z. B. an die Organistin Désiré Walter weiß, war Bonis oft deprimiert, weil ihre Werke von der Öffentlichkeit unbeachtet blieben.

### Erster Weltkrieg und Schaffenspause
Als 1914 der Erste Weltkrieg ausbrach und ihre zwei Söhne sowie ihr Schwiegersohn eingezogen wurden, verstärkten sich Bonis’ gesundheitliche Probleme. Sie litt an Nervosität, Schlaflosigkeit und Migräne. Trotzdem meldete sie sich als Helferin und nahm Pflegekinder auf – darunter auch die eigene uneheliche Tochter Madeleine, die sie als Patenkind ausgab. Als sich einige Jahre später eine Romanze zwischen Madeleine und Bonis’ Sohn Edouard anbahnte, offenbarte Bonis Madeleine ihre Herkunft unter dem Siegel der Verschwiegenheit.
1918 starb Albert Domange. Bonis kümmerte sich nun hauptsächlich um ihr Vermögen und praktische Dinge und zog mit Madeleine zusammen. Mit der Tochter, die selber eine leidenschaftliche Klavierspielerin war, konnte sie sich in Sachen Musik austauschen. Außer dem 1915 entstandenen Klavierstück Cathédrale blessée sind bis Anfang der 1920er-Jahre jedoch keine weiteren Kompositionen von ihr bekannt.

### Letzte Schaffensperiode
1922 begann Bonis wieder zu komponieren. Hauptsächlich handelt es sich dabei um geistliche Werke und Kinderstücke für Chor, Orgel oder Klavier. Einige dieser Arbeiten wurden veröffentlicht, wobei sich die klavierpädagogischen Werke besser verkauften als z. B. ihre Kammermusikwerke, deren Stil nicht mehr dem Zeitgeist zu entsprechen schien. 1927 schrieb sie ihr zweites großes Klavierquartett, das sie als ihr musikalisches Testament bezeichnete. In dieser Zeit lud Bonis musikinteressierte Bekannte und Verwandte regelmäßig zu musikalischen Abenden ein. Schließlich verschlechterte sich ihr Gesundheitszustand jedoch so sehr, dass sie 1931 ihr Haus in Paris aufgab und dauerhaft nach Sarcelles zog.
Als ihr jüngster Sohn Edouard 1932 einem Blinddarmdurchbruch erlag, widmete Bonis ihm die beiden Stücke In memoriam und Cantique de Jean Racine. Sie suchte nun immer mehr Halt im Glauben und trat nicht mehr als Komponistin in Erscheinung. 1937 starb Mélanie Bonis in Sarcelles im Kreis ihrer Familie.

## Werk
Unter den etwa 300 Kompositionen von Bonis finden sich beispielsweise sechzig Klavierwerke, dreißig Orgelwerke, Kammermusik (u. a. zwei Klavierquartette, ein Streichquartett, ein Septett, je eine Sonate für Violine, Cello und Flöte), diverse Lieder (Mélodies), 25 geistliche Vokalwerke und elf Werke für Orchester.
Ein großer Teil ihrer Kompositionen wurde zu ihren Lebzeiten von namhaften französischen Verlagen gedruckt (Alphonse Leduc, Max Eschig u. a.), wobei sie meist das Pseudonym „Mel Bonis“ wählte, da Kompositionen von Frauen in dieser Zeit kaum ernst genommen wurden. Ausgehend von der Spätromantik in der Nachfolge von César Franck nahm sie in ihrer Musik zunehmend auch Einflüsse des Impressionismus auf.
Das Werk von Mélanie Bonis erfährt nach rund sechzigjähriger Vergessenheit erst seit Anfang des 21. Jahrhunderts wieder vermehrte Aufmerksamkeit.

## Neuausgaben
- Mel Bonis: Oeuvres pour piano. Hrsg. von Eberhard Mayer. Band 1–11. Furore Verlag, Kassel 2003–2015.

## Film
- 2018: Komponistinnen, (Kyra Steckeweh und Tim van Beveren)[10]